# Ilex magnifructa
Ilex magnifructa är en järneksväxtart som beskrevs av Edwin. Ilex magnifructa ingår i släktet järnekar, och familjen järneksväxter. Inga underarter finns listade i Catalogue of Life.